# Universidad de Baréin
La Universidad de Baréin (en árabe: جامعة البحرين) es la universidad pública más grande en el Reino de Baréin. Es típicamente abreviado como UdB.
La institución es principalmente, pero no exclusivamente, una institución universitaria que ofrece programas de posgrado en condiciones específicas. Es la única institución nacional de educación superior en el Reino que ofrece principalmente pregrado, grados de Licenciatura y algunos títulos de posgrado.